# Alkerton (Oxfordshire)
Alkerton – wieś w Anglii, w hrabstwie Oxfordshire, w dystrykcie Cherwell. Leży 40 km na północ od Oksfordu i 112 km na północny zachód od Londynu.